# Luverne (Minnesota)
Luverne – miasto w Stanach Zjednoczonych, w stanie Minnesota, siedziba administracyjna hrabstwa Rock.
Z Luverne pochodzi Shantel VanSanten, amerykańska modelka i aktorka.